# Sœurs de la Miséricorde
 (septembre 2024).
Pour les articles homonymes, voir Sisters of Mercy.

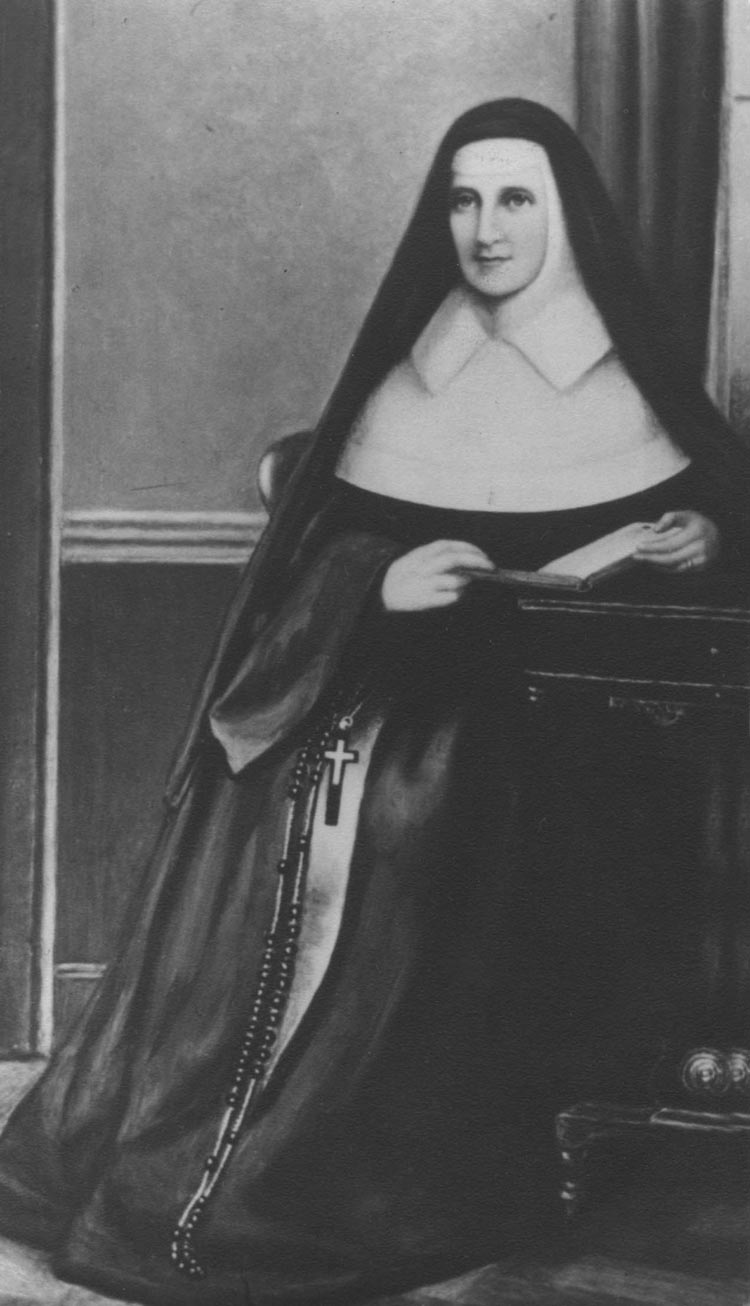
Mère Catherine McAuley, RSM, fondatrice des Religieuses de la Miséricorde

Les sœurs de la Miséricorde (en anglais Sisters of Mercy, RSM) forment une congrégation de religieuses catholiques, fondée par Catherine McAuley à Dublin en 1831. Ses membres étaient au nombre de dix mille en 2003, regroupés en communautés indépendantes.

## Apostolat
La congrégation est une communauté catholique internationale de femmes ayant prononcé leurs vœux de chasteté, d'obéissance et de pauvreté, au service des personnes souffrant de la pauvreté, de la maladie et de manque d'éducation, spécialement les femmes et les enfants. Elles mettent en pratique les conseils ou vertus évangéliques et vivent une vie de communauté. En plus de leur service auprès des pauvres et des nécessiteux, les religieuses assument toute sorte de tâches dans le domaine médical, social, ou éducatif. Elles n'hésitent pas non plus à s'engager en politique et à pratiquer le lobbying dans les pays, comme aux États-Unis, où cet exercice fait partie des usages démocratiques, ce qui leur vaut une certaine inimitié.

## Historique

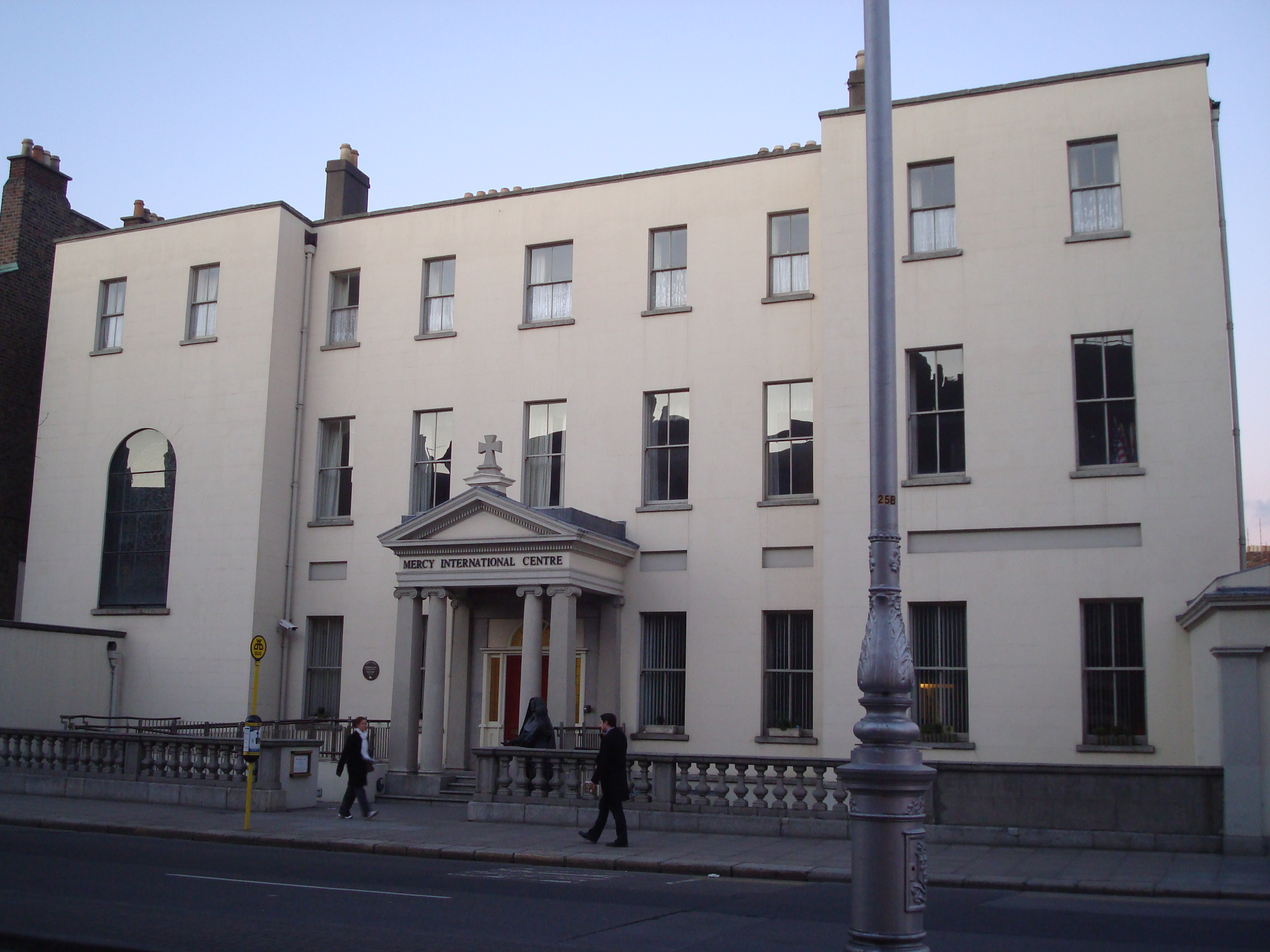
Vue du centre international de la Miséricorde

L'histoire de l'ordre a commencé lorsque Catherine McAuley a ouvert en 1824 une « maison de la Miséricorde » à Dublin grâce à une importante fortune reçue en héritage. Cette maison fournissait des services (soin, éducation, secours, etc.) aux femmes et aux enfants démunis, malgré les critiques des autorités locales. Finalement le groupe de femmes au service des pauvres s'organise en une communauté religieuse non-cloîtrée reconnue par l'archidiocèse en 1831. Les religieuses sont surnommées les « religieuses piétonnes », tant elles marchaient dans tous les quartiers environnants pour porter assistance aux nécessiteux. La maison-mère existe toujours; elle s'appelle aujourd'hui le centre international de la Miséricorde (Mercy International Centre).
Outre l'Irlande, les religieuses s'installent rapidement en Angleterre et aux États-Unis, où elles suivent les émigrés anglais. La première fondation en dehors de Dublin est à Tullamore et en Angleterre à Bermondsey. D'autres suivent à Guernesey (1848), Glasgow (1849), en Australie en 1846, aux États-Unis à partir de la Pennsylvanie en 1843. Elles se sont ensuite étendues au Mexique, en Amérique latine, aux Caraïbes, etc.

## Établissements fondés par la congrégation

### Australie
- Academy of Mary Immaculate, Fitzroy (banlieue de Melbourne)
- All Hallow's School, Brisbane
- Aranmore Catholic College, Leederville
- Bunbury Catholic College, Bunbury
- Marian Catholic College, Griffith
- Marist College Eastwood, Eastwood
- Mercedes College, Adélaïde
- Mercedes College, Perth
- Mercy College, Koondoola
- Mercy College, Mackay
- Mercy Catholic College, Sydney
- Monte Sant'Angelo Mercy College, Sydney
- Mount Lilydale Mercy College, Lilydale
- Our Lady of Lourdes, Dardunup
- Our Lady of Mercy College, Heidelberg
- St Aloysius' College, Melbourne
- St Brigid's College, Lesmurdie
- St Catherine's Catholic College, Singleton
- St Mary's College, Gunnedah
- St Mary's Erskineville, Sydney
- Sacred Heart College, Kyneton
- Santa Maria College, Attadale
- Ursula Frayne Catholic College, Victoria Park
- Our Lady of Lourdes, Earlwood, Sydney
- St Augustine Catholic Primary School, Mossman

### Bélize
- St Catherine Academy, Bélize

### Irlande
- Mary Immaculate College, Limerick

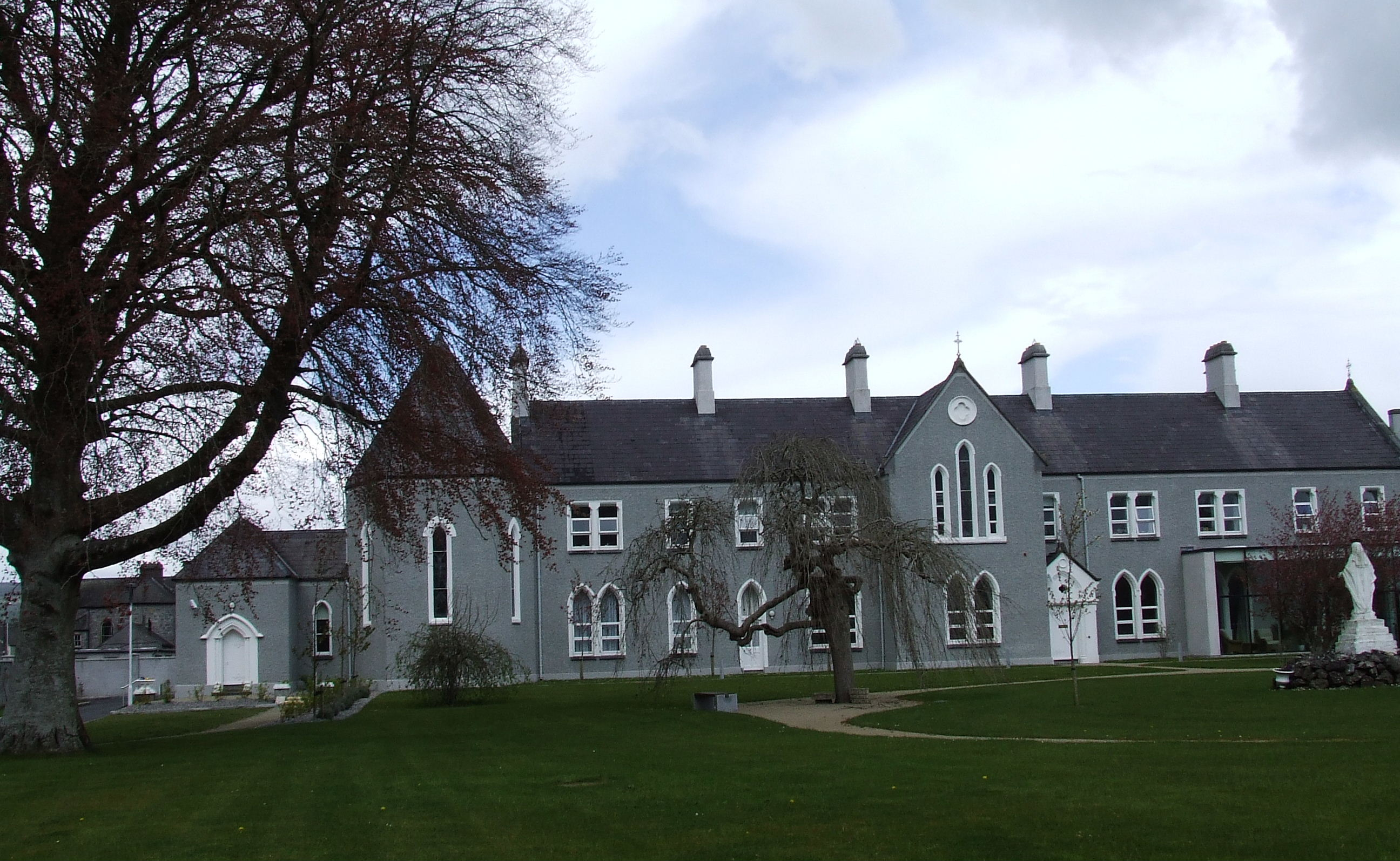
Couvent de la Miséricorde de Templemore

- Mercy Secondary Scool, Mounthawck, Tralee
- Our Lady of Mercy College, Carysfort, Dublin
- St Leo's College, Carlow
- St Mary's College, Arklow, Wicklow
- St Mary's College Naas, Kildare
- Couvent de la Miséricorde, Ballymahon, Longford
- Couvent de la Miséricorde, Navan, Meath
- Couvent de la Miséricorde, Templemore

### Jamaïque
- Couvent de la Miséricorde, Alpha Academy

### Nouvelle-Zélande
- Carmel College, Milford
- McAuley High School, Ōtāhuhu
- St Philomena's College, Dunedin
- Moreau College, Dunedin
- St Mary's College, Christchurch
- St Catherine's College, Wellington
- St Mary's College, Auckland
- St Mary's College, Wellington
- Villa Maria College, Christchurch
- St Mary's in the City Primary School, Christchurch
- Holy Cross School, Auckland
- St Mary's Primary School, Gore

### Royaume-Uni
- Broughton Hall High School, Liverpool
- Maricourt High School, Liverpool
- Mount Lourdes Grammar School, Enniskillen
- Our Lady's Abbingdon, Abingdon-on-Thames
- St Edward's, Marylebone, Londres
- St Joseph's in The Park, Hertford
- The McAuley Catholic Highschool, Doncaster
- St Anthony's Girls School, Sunderland
- St Catherine's School, Twickenham
- St Philip Howard, Hatfield
- St Joseph's Convent Preparatory School, Gravesend
- St Ursula's School, Bristol
- Thornhill College Grmmar School, Derry
- St Patrick's school, Wolverhampton

### États-Unis
- Academy of Our Lady of Mercy, Lauralton Hall, Milford, Connecticut
- Academy of Our Lady of Mercy, Louisville, Kentucky
- Bishop Feehan High School, Attleboro, Massachusetts
- Catherine McAuley High School, Brooklyn, New York
- Catherine McAuley High School, Portland, Maine
- McAuley Catholic High School, Joplin, Missouri
- Mercy High School, Farmington Hills, Michigan
- Mercy High School, Omaha, Nebraska
- Mercy High School, Middletown, Connecticut
- College of St Mary's, Omaha, Nebraska
- Mercy High School, San Francisco, Californie
- Mercy Montessori Center, Cincinnati, Ohio
- Mercyhurst Preparatory School, Érié, Pennsylvanie
- Mercymount Country Day School, Cumberland, Rhode Island
- Merion Mercy Acadamy, Merion Station, Pennsylvanie
- Mother McAuley Liberal Arts High School, Chicago, Illinois
- Mount Saint Mary Academy, Little Rock, Arkansas
- Mount St Mary High School, Oklahoma
- Notre Dame High School, Lawrenceville, New Jersey
- Mount Saint Mary Academy, Wachtung, New Jersey
- Our Lady of Mercy Academy, Syosset, New York
- Our Lady of Mercy High School, Rochester, New York
- Our Lady of Victory Academy, Dobbs Ferry, New York
- Sacred Heart School, Jacksonville (Floride)&Jacksonville, Floride
- Mount de Sales Academy, Macon, Géorgie
- Saint Bernard Acaedmy, Nashville, Tennessee
- Saint Mary Academy - Bay View, Providence, Rhode Island
- Saint Stephen School, San Francisco, Californie
- Saint Raymond of Penafort, Philadelphie, Pennsylvanie
- St Vincent's Academy, Savannah, Géorgie
- Sisters Academy, Asbury Park, New Jersey

#### Universités et collèges
- Misericordia University, Dallas, Pennsylvanie
- Mount Aloysius College, Cresson, Pennsylvanie
- Mount Mercy College, Cedar Rapids, Iowa
- Saint Joseph College, West Hartford, Connecticut
- Saint Joseph's College of Maine, Standish, Maine
- Saint Xavier University, Chicago, Illinois
- Salve Regina University, Newport, Rhode Island
- Trocaire College, Buffalo, New York
- Mercy School of Health Sciences, Des Moines, Iowa
- College of Saint Mary, Omaha, Nebraska

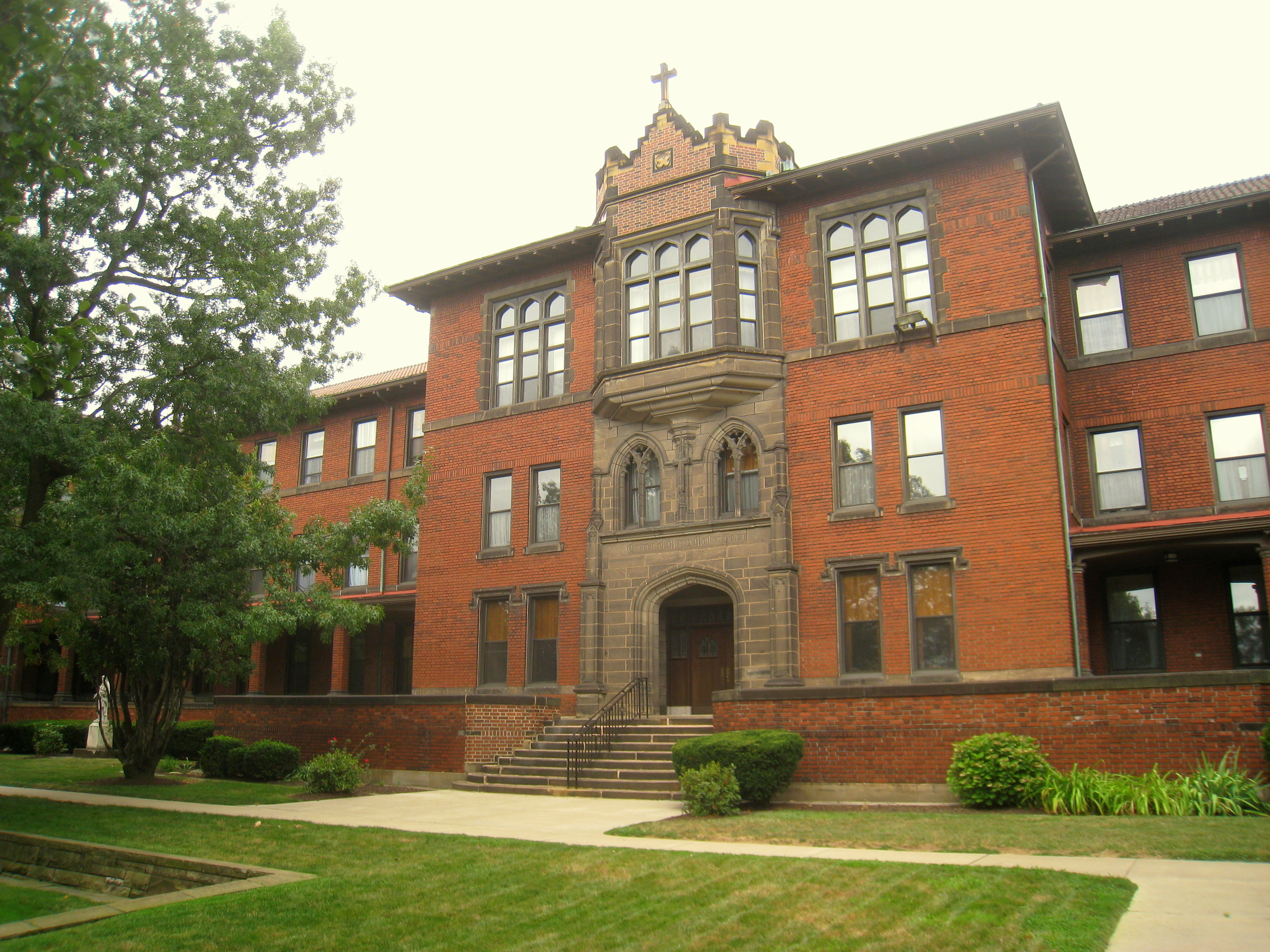
Couvent de la Miséricorde de l'université Carlow

- Carlow University, Pittsburgh, Pennsylvanie
- Georgian Court University, Lakewood, New Jersey
- Gwynedd-Mercy College, Gwynedd Valley, Pennsylvanie
- Marian Court College, Swampscott, Massachusetts
- Maria College, Albany, New York
- Mercy College of Northwest Ohio, Ohio
- Mercyhurst College, Erie, Pennsylvanie
- Walsingham Academy, Williamsburg, Virginie

## Personnalités
- Erminia Alexandrovna Jdanko